# Euxoa pirigna
Euxoa pirigna är en fjärilsart som beskrevs av Rudolf Püngeler 1906. Euxoa pirigna ingår i släktet Euxoa och familjen nattflyn. Inga underarter finns listade i Catalogue of Life.